# Сан Силвијано (Латина)
Сан Силвијано је насеље у Италији у округу Латина, региону Лацио.
Према процени из 2011. у насељу је живело 334 становника. Насеље се налази на надморској висини од 90 м.